# Джошуа Смітс
Джошуа Герардус Петрус Вільгельмус Смітс (нід. Joshua Gerardus Petrus Wilhelmus Smits, нар. 6 листопада 1992, Неймеген) — нідерландський футболіст, воротар клубу «Віллем II».

## Ігрова кар'єра
Джошуа Смітс починав грати у футбол у командах аматорського рівня «Астрантія» та «Де Трефферс». У 2011 році воротар підписав контракт з клубом Ередивізі НЕК «Неймеген». У клуб він прийшов як заміна Ясперу Сіллессену і починав Смітс, як третій воротар команди. В основі Смітс дебютував лише у серпні 2014 року вже виступаючи у турнірі Еерстедивізі. За результатами того сезону «Неймеген» виграв турнір Еерстедивізі і знову повернувся до Ередивізі. Джошуа Смітс в тому сезоні був основним голкіпером команди.
У 2018 році «Неймеген» знову вилетів до Еерстедивізі, а сам Смітс перейшов до клубу «Алмере Сіті», який також грав у цій лізі. Через постійні травми Смітс зіграв у клубі лише 29 матчів. У жовтні 2019 року його контракт з клубом було продовжено до 2021 року.
Влітку 2020 року Смітс підписав чотирирічний контракт з норвезьким клубом «Буде-Глімт». Починав Смітс як основний воротар команди але через травму він втратив місце в основі.

## Досягнення
НЕК
- Переможець Еерстедивізі: 2014/15

«Буде-Глімт»
- Чемпіон Норвегії: 2020, 2021

Особисті досягнення
- Команда сезону Еерстедивізі: 2023–24[7]